# إيركالين
إيركالين هي شركة طيران دولية فرنسية لإقليم كاليدونيا الجديدة، وتقدم خدماتها ل10 وجهات إقليمية منها اليابان ويقع مركزها في مطار لا تونتوتا الدولي، ويقع مقرها في العاصمة نوميا.

## الوجهات
تقدم إير كالين خدماتها إلى الوجهات التالية اعتبارًا من يوليو 2022:
| الدولة            | المدينة   | المطار                           | ملاحظات        | مراجع             |
| ----------------- | --------- | -------------------------------- | -------------- | ----------------- |
| أستراليا          | بريزبان   | مطار بريزبان                     |                |                   |
| أستراليا          | ملبورن    | مطار ملبورن الدولي               | منتهية         | [ 4 ]             |
| أستراليا          | سيدني     | مطار سيدني                       |                |                   |
| الصين             | هانغتشو   | مطار هانغتشو شياوشان الدولي      | منتهية         | [ 5 ]             |
| فيجي              | نادي      | مطار نادي الدولي                 |                |                   |
| بولينزيا الفرنسية | بابيتي    | مطار فا الدولي                   |                |                   |
| اليابان           | أوساكا    | مطار كانساي الدولي               | منتهية         | [ 6 ]             |
| اليابان           | طوكيو     | مطار ناريتا الدولي               |                |                   |
| كاليدونيا الجديدة | نوميا     | مطار لا تونتوتا الدولي           | محور خطوط جوية |                   |
| نيوزيلندا         | أوكلاند   | مطار أوكلاند الدولي              |                |                   |
| سنغافروة          | سنغافورة  | مطار شانغي سنغافورة              |                | [ 7 ] [ 8 ] [ 9 ] |
| كوريا الجنوبية    | سول       | مطار إنتشون الدولي               | منتهية         | [ 10 ]            |
| فانواتو           | بورت فيلا | Bauerfield International Airport |                |                   |
| واليس وفوتونا     | Wallis    | Hihifo Airport                   |                |                   |
| واليس وفوتونا     | Vele      | Pointe Vele Airport              |                |                   |

### اتفاقيات الرمز المشترك
لدى إير كالين اتفاقية الرمز المشترك مع الشراكت التالية:
- الخطوط الجوية الفرنسية
- طيران نيوزيلندا
- Air Tahiti Nui
- Air Vanuatu
- الخطوط الجوية اليابانية
- كانتاس

## الأسطول

### الأسطول الحالي

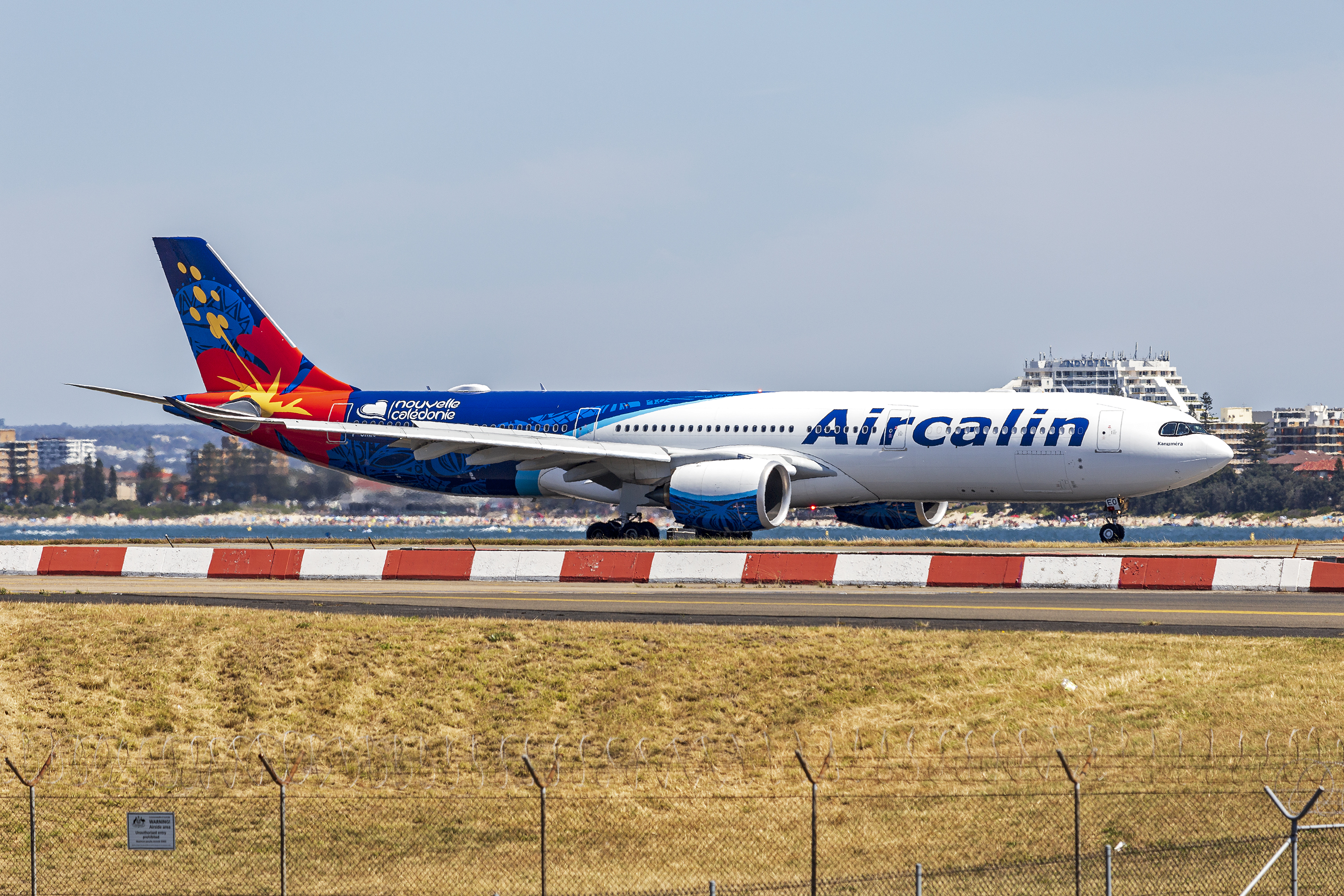
طائرة إيرباص إيه 330 نيو

تشغل إير كالين الطائرات التالية اعتبارًا من نوفمبر 2021:
| الطائرة                                | في الخدمة | مطلوبة | الركاب       | الركاب            | الركاب   | الركاب  | ملاحظات                                    |
| الطائرة                                | في الخدمة | مطلوبة | رجال الأعمال | السياحية المتميزة | السياحية | المجموع | ملاحظات                                    |
| -------------------------------------- | --------- | ------ | ------------ | ----------------- | -------- | ------- | ------------------------------------------ |
| عائلة إيرباص إيه 320 نيو               | 1         | 1      | 8            | —                 | 160      | 168     | تأجيل التسليم إلى الفترة من 2020 إلى 2023. |
| إيرباص إيه 330 نيو                     | 2         | —      | 26           | 21                | 244      | 291     |                                            |
| دي هافيلاند كندا دي إتش سي 6 توين أوتر | 2         | —      | —            | —                 | 16       | 16      |                                            |
| المجموع                                | 5         | 1      |              |                   |          |         |                                            |

### الأسطول التاريخي

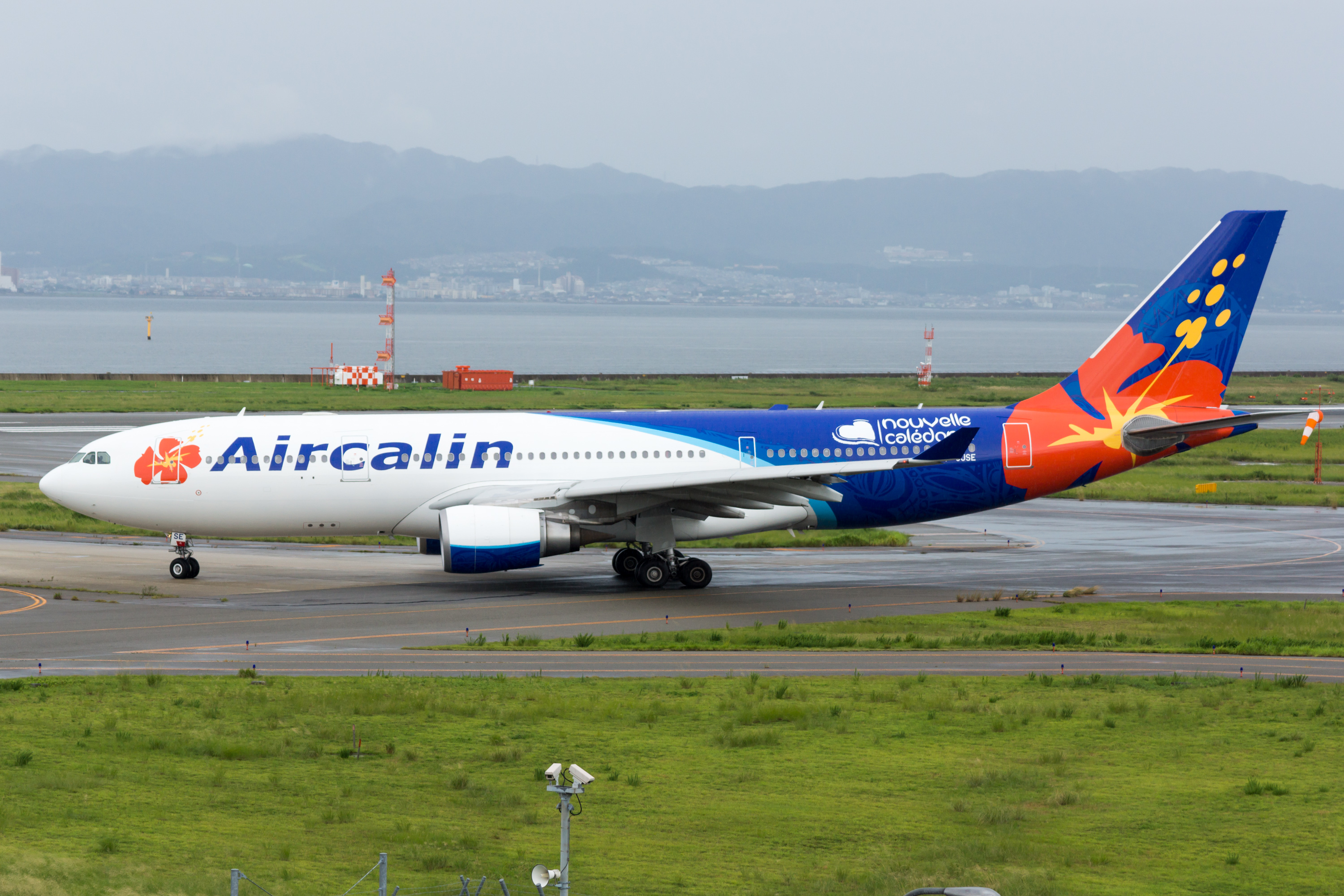
طائؤة إيرباص إيه 330 تابعة لإير كالين فيمطار كانساي الدولي.

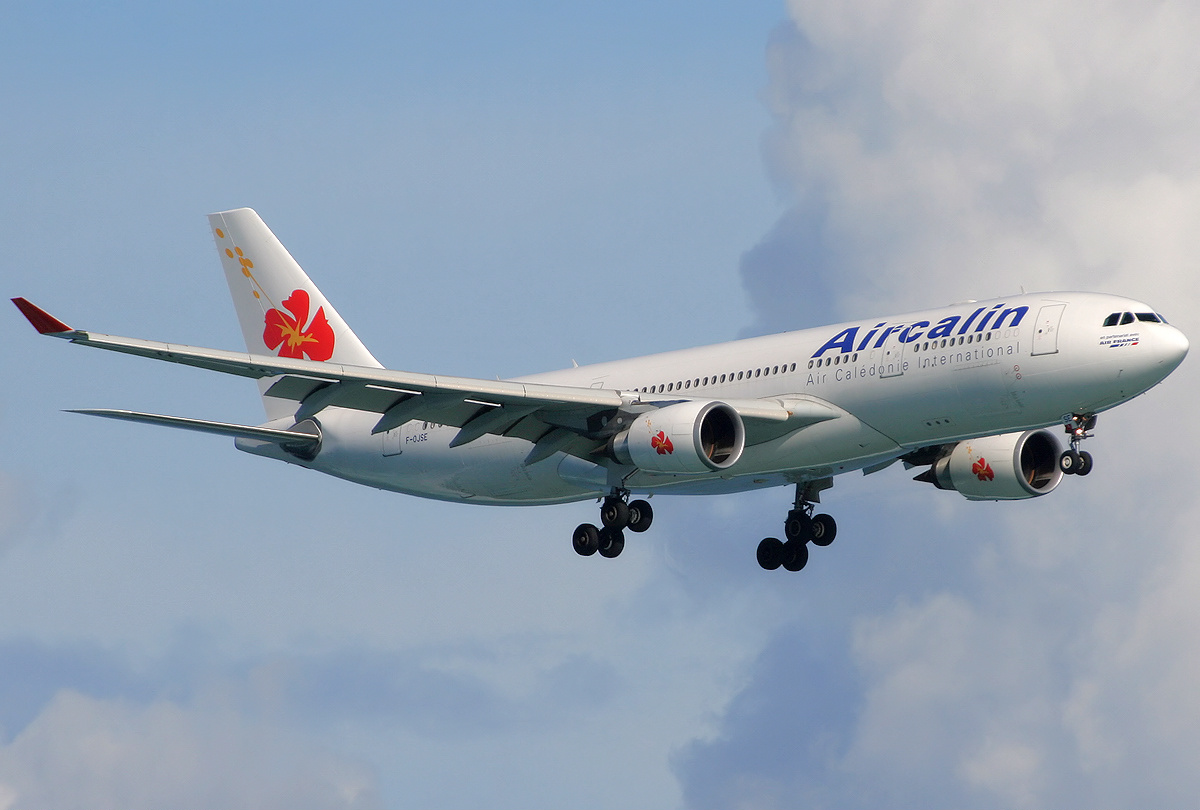
إيركالين إيرباص إيه 330-200.

شغلت إير كالين الطائرات التالية سابقًا:
| الطائرة              | المجموع | أدخلت | سحبت | استبدلت ب                | ملاحظات                               |
| -------------------- | ------- | ----- | ---- | ------------------------ | ------------------------------------- |
| إيرباص إيه 310       | 1       | 2000  | 2003 | إيرباص إيه 330           |                                       |
| إيرباص إيه 320       | 2       | 2004  | 2021 | عائلة إيرباص إيه 320 نيو |                                       |
| Airbus A330-200      | 2       | 2002  | 2019 | إيرباص إيه 330 نيو       |                                       |
| بوينغ 737 كلاسيك     | 1       | 1988  | 2004 | إيرباص إيه 320           |                                       |
| بوينغ 767            | 1       | 2005  | 2005 | لا شيء                   | مستأجرة من خطوط لوت الجوية البولندية. |
| سود أفياسيون كارافيل | 1       | 1985  | 1988 | بوينغ 737 كلاسيك         |                                       |